# Eclipse-eiland
Eclipse-eiland (Engels: Eclipse Island) is een onbewoond eiland voor de Australische kust, vlak bij de plaats Albany. Er staat wel een vuurtoren. Het eiland in een stopplaats voor de Volvo Ocean Race. Kapitein George Vancouver zag hier op 28 september 1791 een gedeeltelijke zonsverduistering.